# Rüppurr

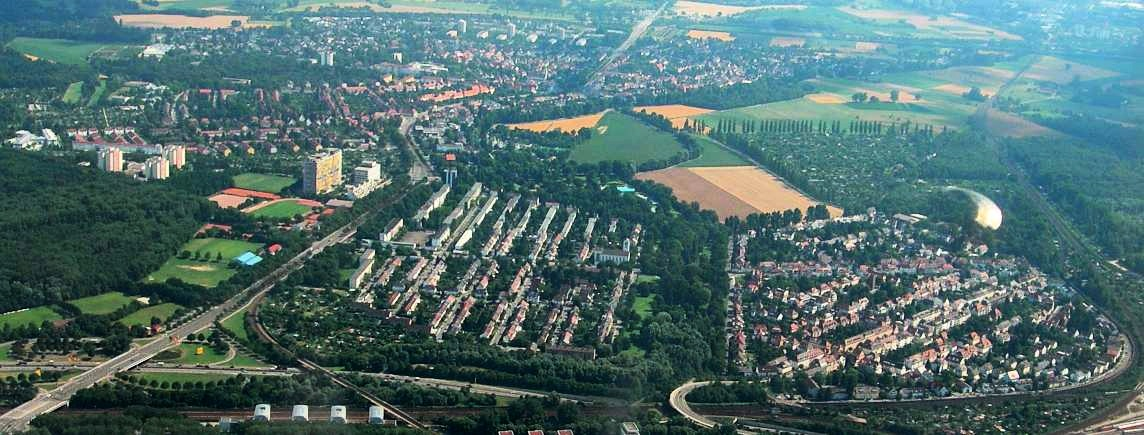
Rüppurr beginnt links bei den Hochhäusern, dahinter die Gartenstadt; der alte Ortskern liegt rechts neben der Hauptstraße

Rüppurr ist ein Stadtteil im Süden von Karlsruhe mit rund 10.000 Einwohnern. Er bildet ein bauliches Bindeglied zur Nachbarstadt Ettlingen.

## Geschichte
Rüppurr wurde am 9. Februar 1103 in einer Urkunde des Klosters Hördt unter dem Namen Rietburi erstmals urkundlich erwähnt. Ritter Herrmann von Spiegelberg überließ das von ihm gestiftete Kloster sowie seine Äcker in u. a. Rüppurr und Knielingen (Knodilingen) dem Bistum Speyer.
Bei Rüppurr handelt es sich um eine suebische (alemannische) Dorfgründung, welche auf den Kies-Ablagerungen des Kinzig-Murg-Flusses errichtet wurde. Zwischen dem Wasserschloss (Steinmetzzeichen am Roten Haus (Meierei)) und einem Dorfkern weiter südlich entstand ein Straßendorf. Neben der Landwirtschaft war die Natureisgewinnung für die Karlsruher Brauereien von Bedeutung.
Rüppurr ist Stammsitz des Adelsgeschlechts der Pfauen von Rüppurr, die auch bis 1584 hier residierten. Der Wormser Fürstbischof Reinhard von Rüppurr (1458–1533) stammte von hier und kehrte 1525 als Emeritus wieder zurück. Sein Herz ist in der Rüppurrer St.-Nikolaus-Kirche beigesetzt, wo sich ein entsprechendes Epitaph befindet.
1907 wurde Rüppurr nach Karlsruhe eingemeindet. Im selben Jahr gründeten Hans Kampffmeyer, Friedrich Ostendorf, Friedrich Ettlinger und andere die Genossenschaft Gartenstadt Karlsruhe. Ab 1911 entstanden die ersten Häuser nahe dem heutigen Ostendorfplatz; Architekten wie Max Laeuger arbeiteten an der Planung mit.
Ab 1931 errichtete die evangelische Diakonissenanstalt das Diakonissenkrankenhaus Rüppurr, heute Krankenhaus der Zentralversorgung mit 464 Betten, 60 Plätzen für Geriatrische Rehabilitation und 1350 Mitarbeitern.
Etwa um 1960 vollzog sich ein Strukturwandel vom Bauerndorf zu einem Vorstadt-Wohngebiet, wobei Alt-Rüppurr noch heute seinen dörflichen Charakter beibehalten hat. Heute gilt Rüppurr als gehobenes Wohnviertel in Karlsruhe, insbesondere das Märchenviertel (so genannt nach den Straßennamen).
Die Hochhäuser des Wohnstift Rüppurr und die markante Wohnanlage Rüppurrer Schloss am nördlichen Rand des Stadtteils tragen zwar Rüppurr im Namen, befinden sich allerdings bereits auf der Gemarkung Weiherfeld-Dammerstock.
Auf dem Friedhof Rüppurr liegen einige bekannte Persönlichkeiten, die in Karlsruhe und darüber hinaus gewirkt haben.

## Name
Der Name Rüppurr stammt von Riet-Burg = Burg im Sumpf, Das Haus im Ried (Moor). Bei den Einwohnern Rüppurrs ist mitunter noch die alternative Ortsbezeichnung „Rieberg“ gebräuchlich, beispielsweise im Namen des Stadtteilanzeigers Rieberger Bläddle.

## Verkehr

### Straßenverkehr
Trotz der ruhigen Wohnlage hat Rüppurr eine sehr gute Verkehrsanbindung. Die Hauptstraße ist die in Nord-Süd-Richtung verlaufende Herrenalber Straße, welche den Ort in den älteren westlichen und neueren östlichen Teil trennt und die Karlsruher Innenstadt mit Ettlingen verbindet. An ihrem Südende, auf der Gemarkungsgrenze zu Ettlingen, befindet sich die Autobahn-Anschlussstelle „Ettlingen – Bad Herrenalb – Karlsruhe Rüppurr“ der Bundesautobahn 5. An ihrem Nordende hat die Herrenalber Straße Anschluss zur Südtangente, welche die Karlsruher Hauptverkehrsader in Ost-West-Richtung darstellt.

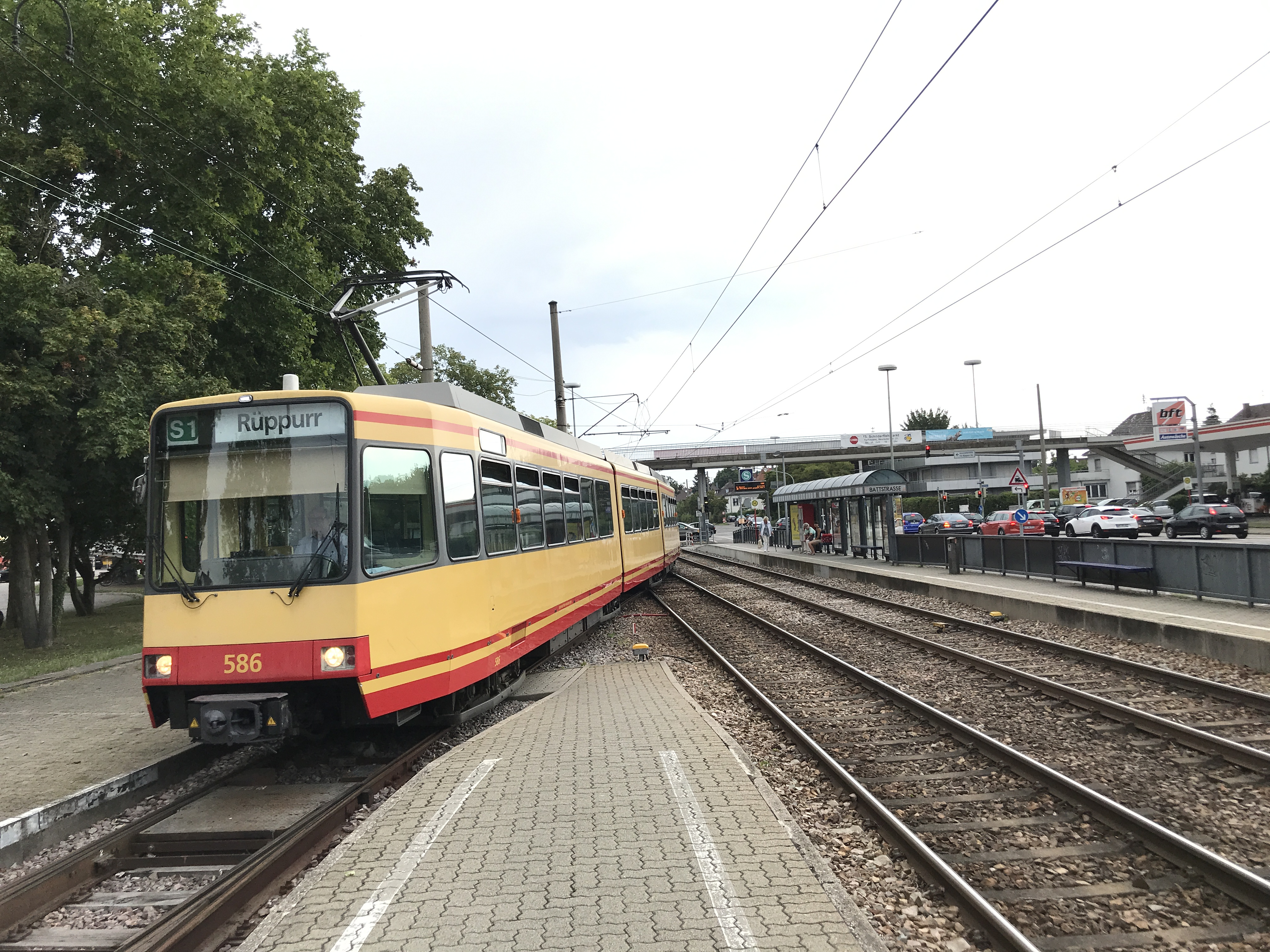
S1 am Haltepunkt Rüppurr Battstrasse

### Schienenverkehr
Von 1844 bis zur Verlegung des Karlsruher Hauptbahnhofs im Jahr 1913 gab es westlich des Ortes einen Bahnhof an der Badischen Hauptbahn. 1897 wurde die Albtalbahn am Ostrand des damaligen Ortes gebaut. Später breitete sich der Ort auch auf der östlichen Seite dieser Strecke aus. Daher führt die Albtalbahn, die heute von den Stadtbahnlinien S1 und S11 befahren wird, welche die Haltestellen Battstraße, Tulpenstraße, Ostendorfplatz und Schloss Rüppurr bedienen, entlang der Herrenalber Straße heute durch die Ortsmitte. Mit der Bahn erreicht man in 5 Minuten den Karlsruher Hauptbahnhof und in 15 Minuten den Marktplatz im Karlsruher Stadtzentrum.

## Vereine

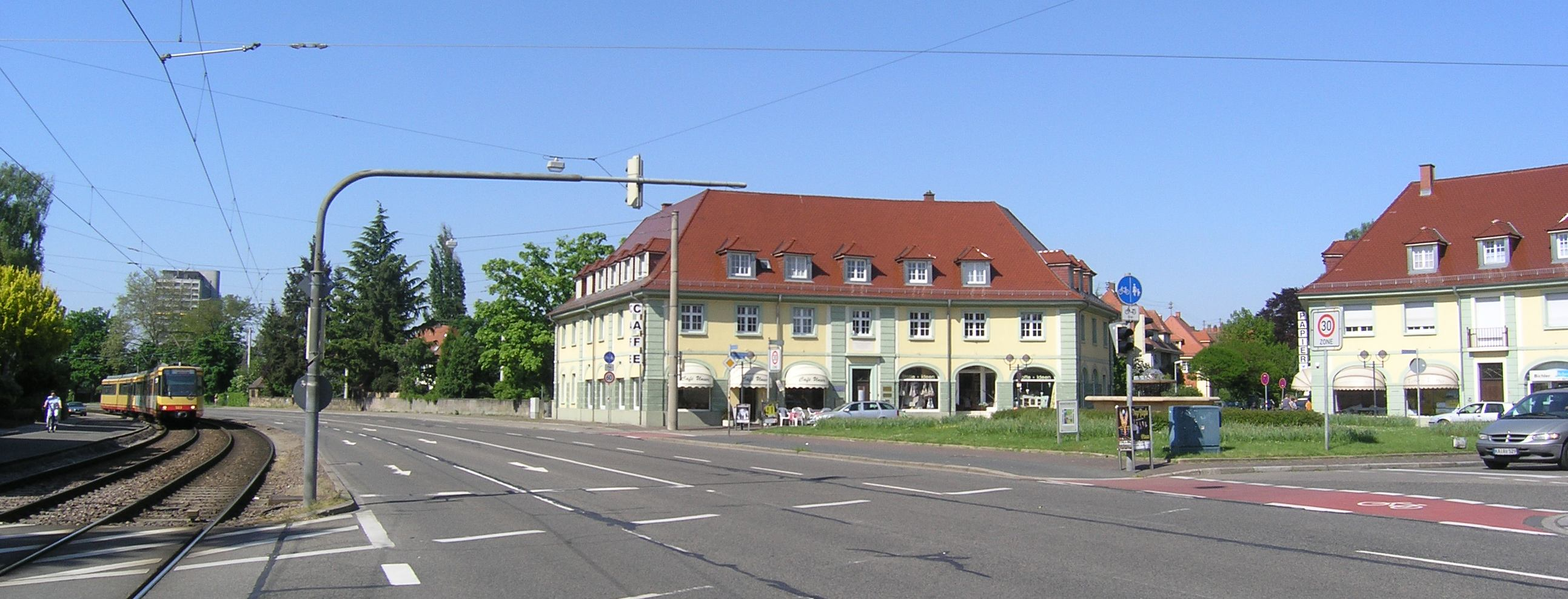
Der Ostendorfplatz, Zugang zur Gartenstadt

Rüppurr besaß drei Fußballvereine: FG Rüppurr, DJK Grün-Weiß Rüppurr und FSV Alemannia Rüppurr. Diese fusionierten am 1. Juli 2018 zum Mehrspartensportverein SG Rüppurr Alemannia-DJK-FG. Von 2017 bis 2021 nutzte der Karlsruher FV die alte Anlage der DJK. Mit dem Post Südstadt Karlsruhe (PSK) und dem FC Südstern 06 Karlsruhe liegen zwei Vereine an der Grenze von Rüppurr, Dammerstock und der Südstadt. Daneben gibt es mit der Bürgergemeinschaft Rüppurr e. V. einen über 1000 Mitglieder zählenden Bürgerverein. Außerdem gibt es noch zwei Tennisvereine: Den TuS Rüppurr mit einer Tennisabteilung und den TC Rüppurr als reinen Tennisverein. Letztere präsentiert alljährlich die Stars der mittlerweile 1. Bundesliga. Zum Spielerinnen-Kader gehörte 2007 u. a. Anna-Lena Grönefeld. Der Musikverein Karlsruhe-Rüppurr bildet eine Spielgemeinschaft mit dem benachbarten Musikverein Ettlingen. Die Damenmannschaft des Tischtennisvereins DJK Karlsruhe-Rüppurr spielte Mitte der 1970er Jahre um den Aufstieg in die Bundesliga.

## Sehenswürdigkeiten
Auf dem Dach des Max-Planck-Gymnasiums befindet sich die 1957 errichtete Volkssternwarte Karlsruhe, die ein historisches Teleskop aus dem Jahre 1859 beherbergt. Die Volkssternwarte bietet regelmäßig öffentliche Himmelsbeobachtungen und astronomische Vorträge an. Vom Rüppurrer Schloss sind heute jedoch nur noch das Rote Haus, welches kürzlich erst renoviert wurde, und die alte Wassermühle an der Alb erhalten. Der Rest des ehemaligen Schlossgeländes wird als Parkplatzgelände für z. B. das Mostfest (Oktoberfest) genutzt.
Im Zentrum von Rüppurr befindet sich die 1907 im neobarocken Stil gebaute evangelische Auferstehungskirche. Im daran anschließenden Bereich liegt der Friedhof Rüppurr, der als Parkfriedhof angelegt ist.

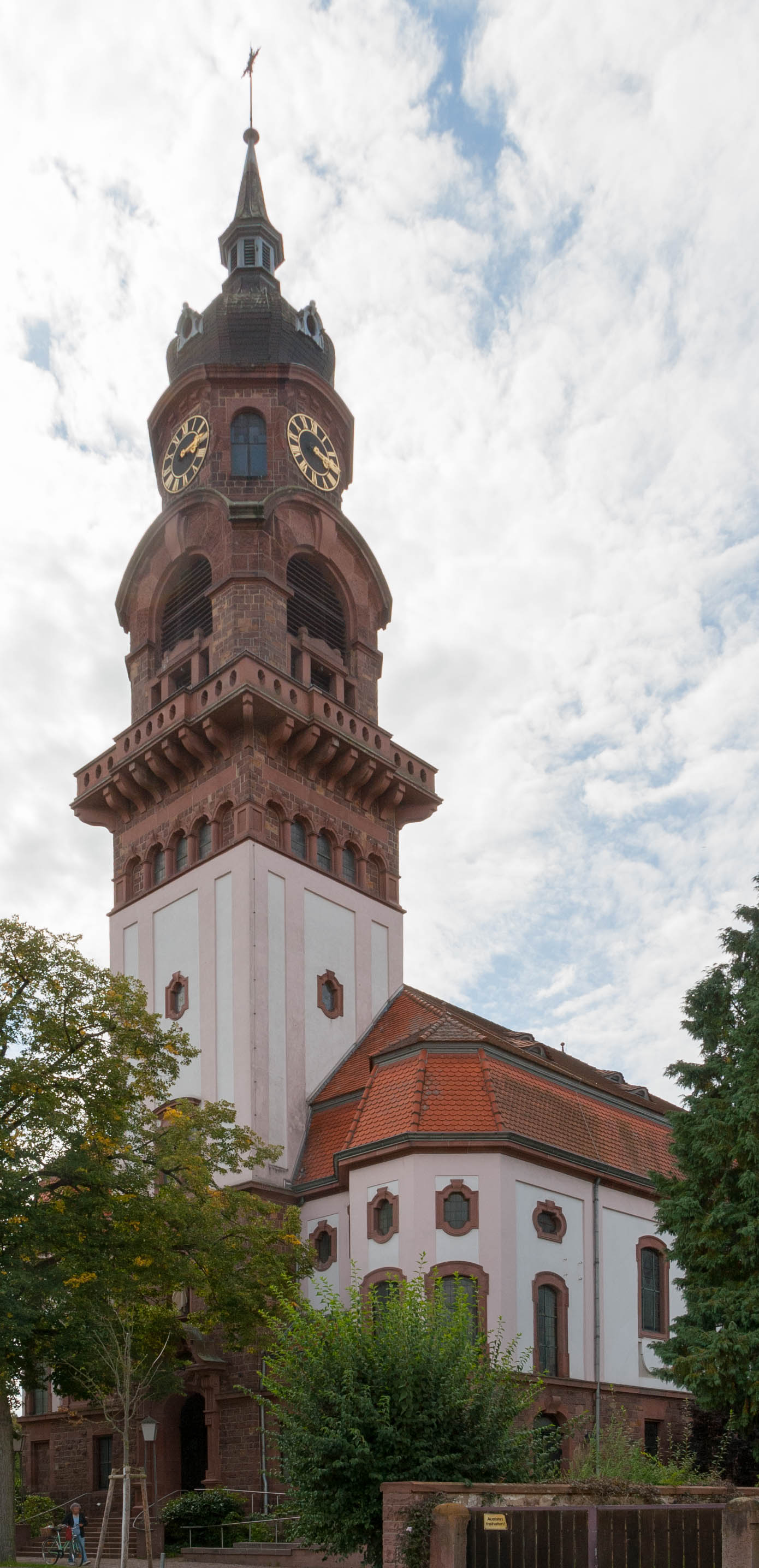
Evangelische Auferstehungskirche
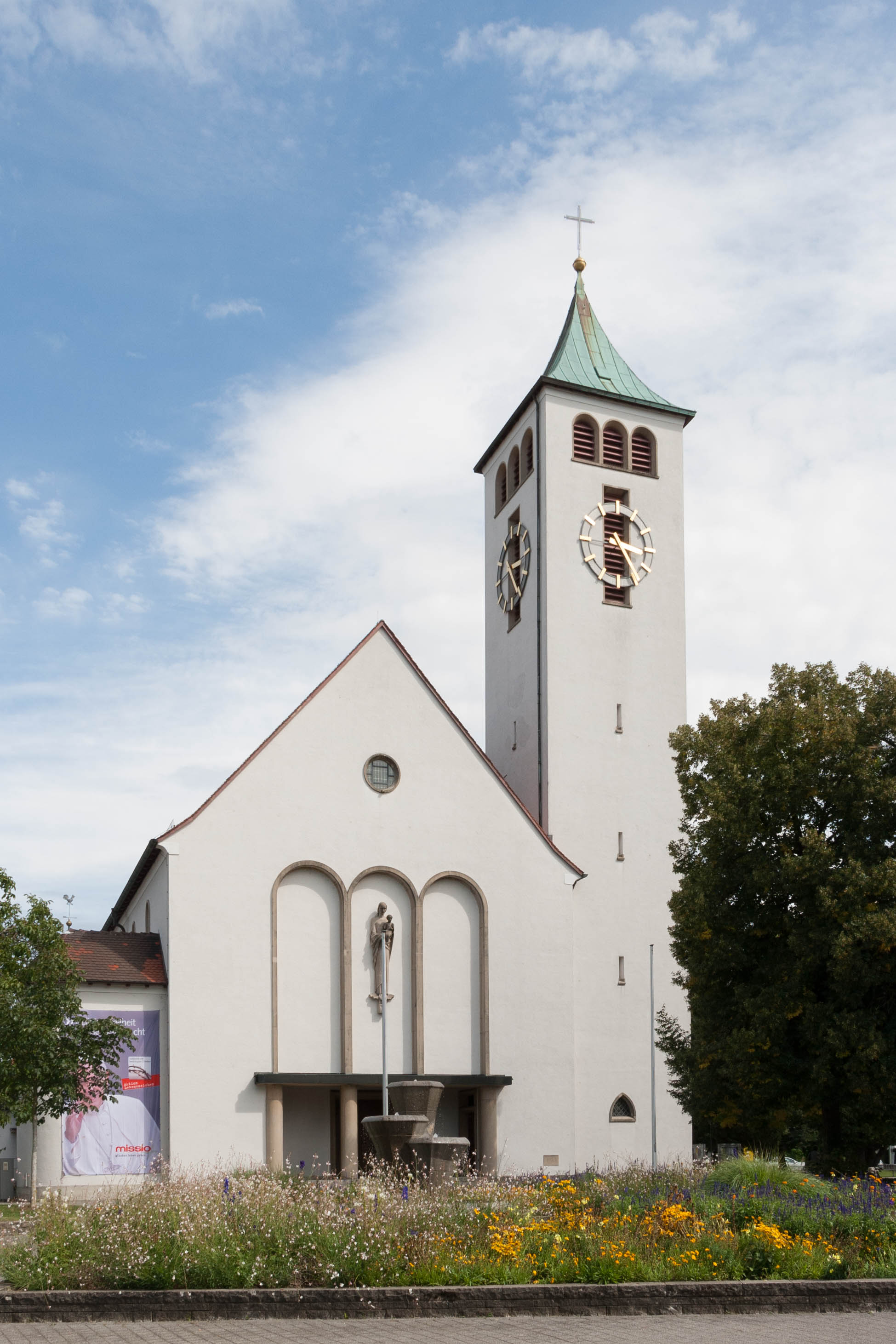
Katholische Christkönigkirche

## Persönlichkeiten
- Amalie Kärcher (1819–1887), Malerin
- Adolf Walz (1894–1977), Volksschauspieler
- Wolf Wondratschek (* 1943), Schriftsteller, wuchs in Rüppurr auf[6]
- Werner Stichs, Richter, lebt in Rüppurr